# Agaricomorpha apacheana
Agaricomorpha apacheana är en skalbaggsart som först beskrevs av Charles Hamilton Seevers 1951.  Agaricomorpha apacheana ingår i släktet Agaricomorpha och familjen kortvingar. Inga underarter finns listade i Catalogue of Life.